# Enfermeras
Enfermeras – kolumbijska telenowela z 2019 roku. Została napisana przez Patricia Ramírez, Juliana Lema, Carolina Barrera i Rodrigo Holguín, w reżyserii Víctor Cantillo i Lucho Sierra.

## W rolach głównych
- Diana Hoyos - María Clara González
- Sebastián Carvajal - Carlos Pérez
- Viña Machado - Gloria Mayorga Moreno
- Julián Trujillo - Álvaro Rojas
- Lucho Velasco - Manuel Alberto Castro
- Nina Caicedo - Sol Angie Velásquez
- Federico Rivera - Héctor Rubiano "Coco"
- María Manuela Gómez - Valentina Duarte González
- Cristian Rojas - Camilo Duarte González